# Estatua de John Plankinton
La estatua de John Plankinton es un monumennto situado en la ciudad de Milwaukee, en el estado de Minnesota (Estados Unidos). Esta mide 1,8 m y representa al industrial John Plankinton. Es obra del escultor Richard Henry Park, quien tardó seis meses en realizarlo y se colocó inicialmente en el Plankinton House Hotel en el centro de Milwaukee en 1892. La propiedad en 1916 fue remodelada en la plaza comercial Plankinton Arcade. La propiedad fue remodelada nuevamente en la década de 1970 en el John Plankinton Mall en el mismo lugar donde una vez estuvo el hotel. La última remodelación de la propiedad ocurrió entre 1980 y 1982 y pasó a llamarse Shops of Grand Avenue. La estatua fue restaurada en 2012 y colocada sobre una plataforma de  pedestal de 4,6 m convirtiéndose en una parte permanente de la plaza comercial. Ahora es visto por cientos de compradores diariamente.

## Descripción e historia
La historia de fondo de la estatua de bronce comienza poco después de la muerte del empresario John Plankinton en marzo de 1891. La idea de una estatua o busto se propuso siete meses después, en octubre de 1891. Richard Henry Park, conocido como el escultor florentino, ya había hecho estatuas para la familia Plankinton, por lo que su hijo William le encargó que hiciera la estatua de bronce en 1892. Park, quien pasó seis meses en Chicago trabajando en la estatua de bronce de John Plankinton, fue quizás una elección sorprendente ya que Park traicionó a Elizabeth Plankinton (la hija de John) y se casó con otra mujer en 1887, dejándola decepcionada y angustiada.
Park hizo los 6 pies (1,8 m) estatua de bronce con una representación realista de John Plankinton de pie cómodamente. Inicialmente se colocó en la rotonda del Plankinton House Hotel en el centro de Milwaukee el 28 de marzo de 1892. La estatua permaneció allí hasta que se llevó a cabo una remodelación en un distrito comercial en 1916 en la propiedad y se derribó el hotel. El distrito comercial remodelado se llamó Plankinton Arcade y fue promovido originalmente por el empresario Charles Somers. Contaba con mesas de billar y boleras en el sótano de las instalaciones.
La propiedad fue nuevamente remodelada en la década de 1970 y luego se llamó John Plankinton Mall. El último rediseño de la propiedad entre 1980 y 1982 incorporó un atrio circular específicamente para la estatua. La propiedad volvió a renombrarse y se llamó Shops of Grand Avenue o, a veces, se redujo a The Grand shopping plaza. Grand Avenue era el nombre de una prestigiosa calle del siglo XIX y ahora se llama Wisconsin Avenue. En 2012 se realizó un trabajo de restauración a la estatua de bronce que tomó varios meses. Posteriormente fue devuelto a su base por la American Bronze Company. Esta base al pie de la estatua de bronce se titula John Plankinton 1820–1891. La estatua y el pedestal de 4,6 m están instlados de manera permanente en la plaza comercial.

## Vistas de la estatua de bronce

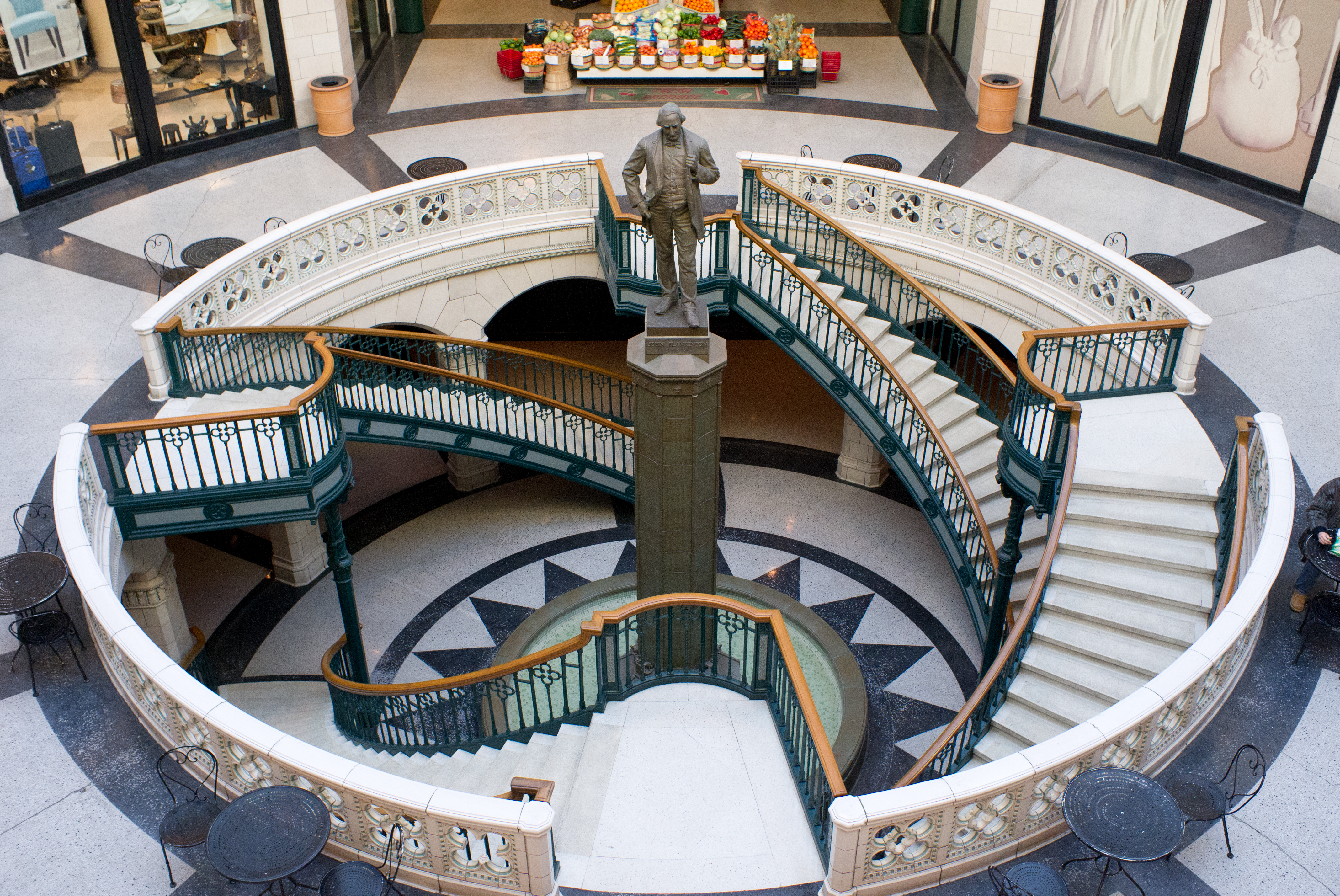
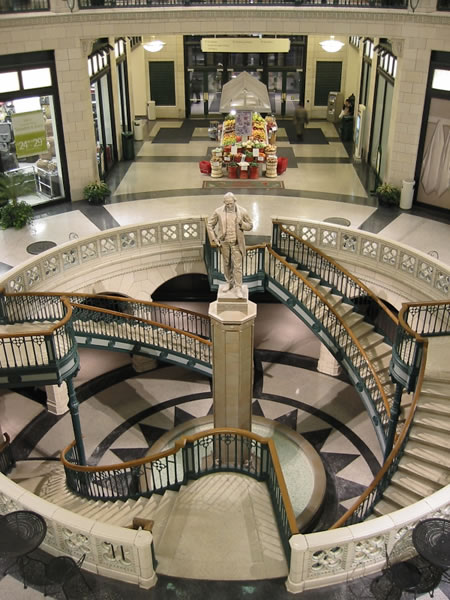
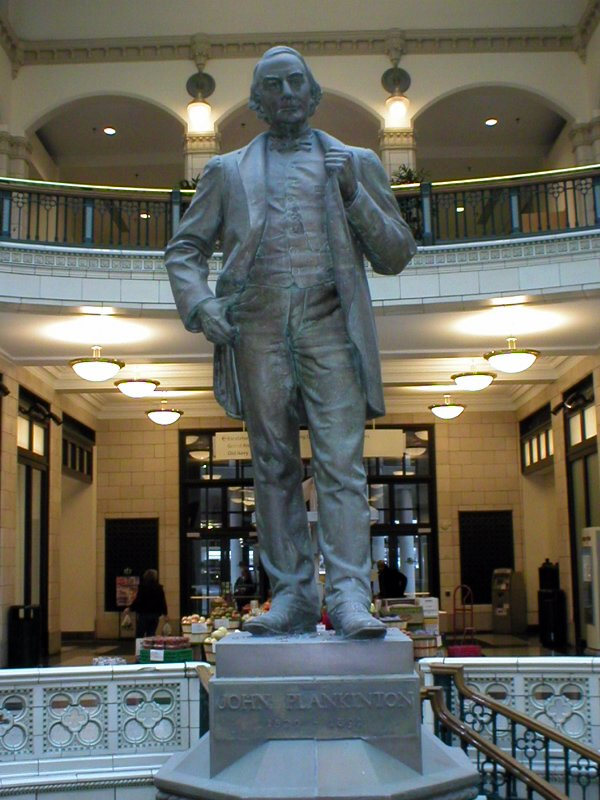
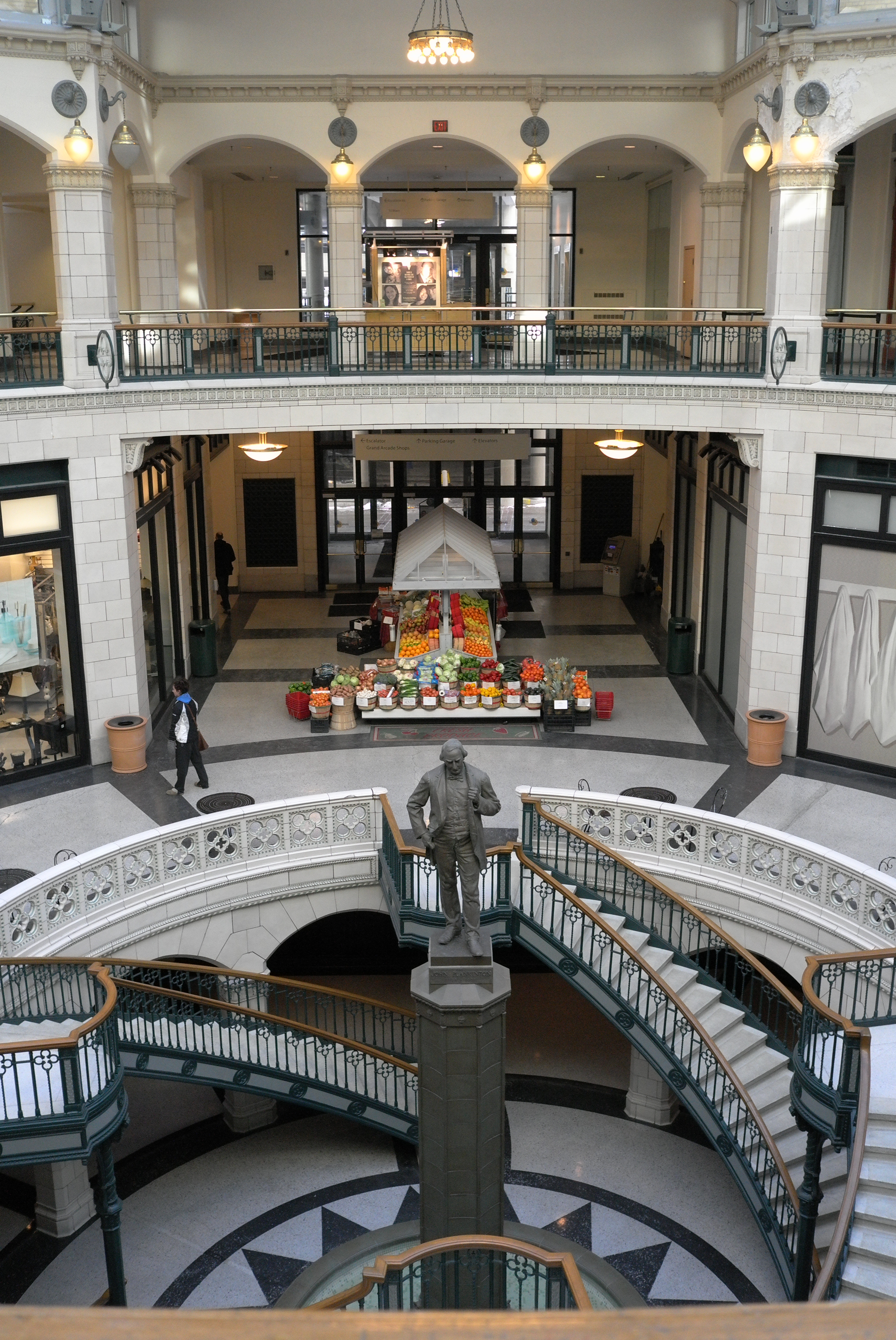

## Trabajo de renovación

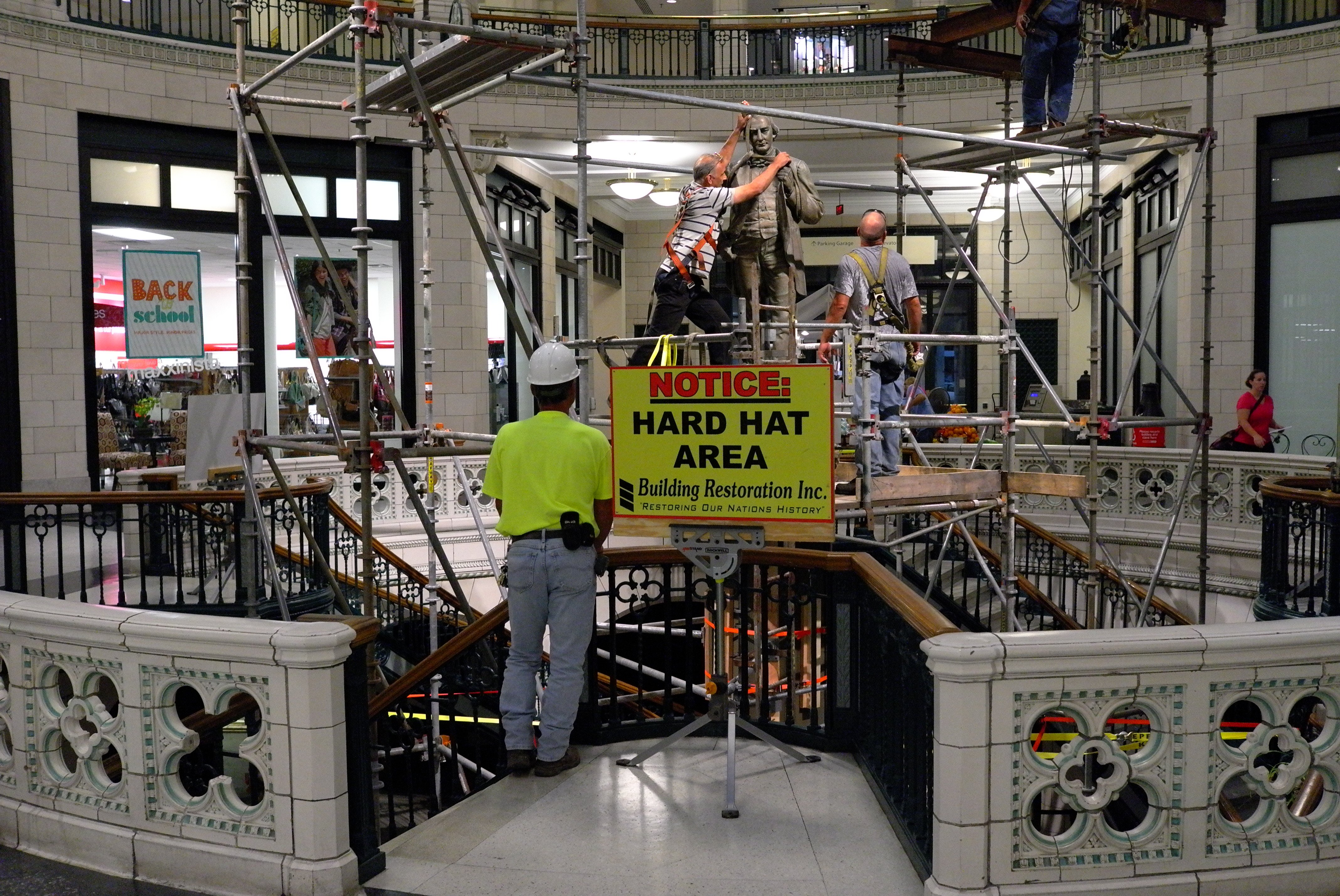
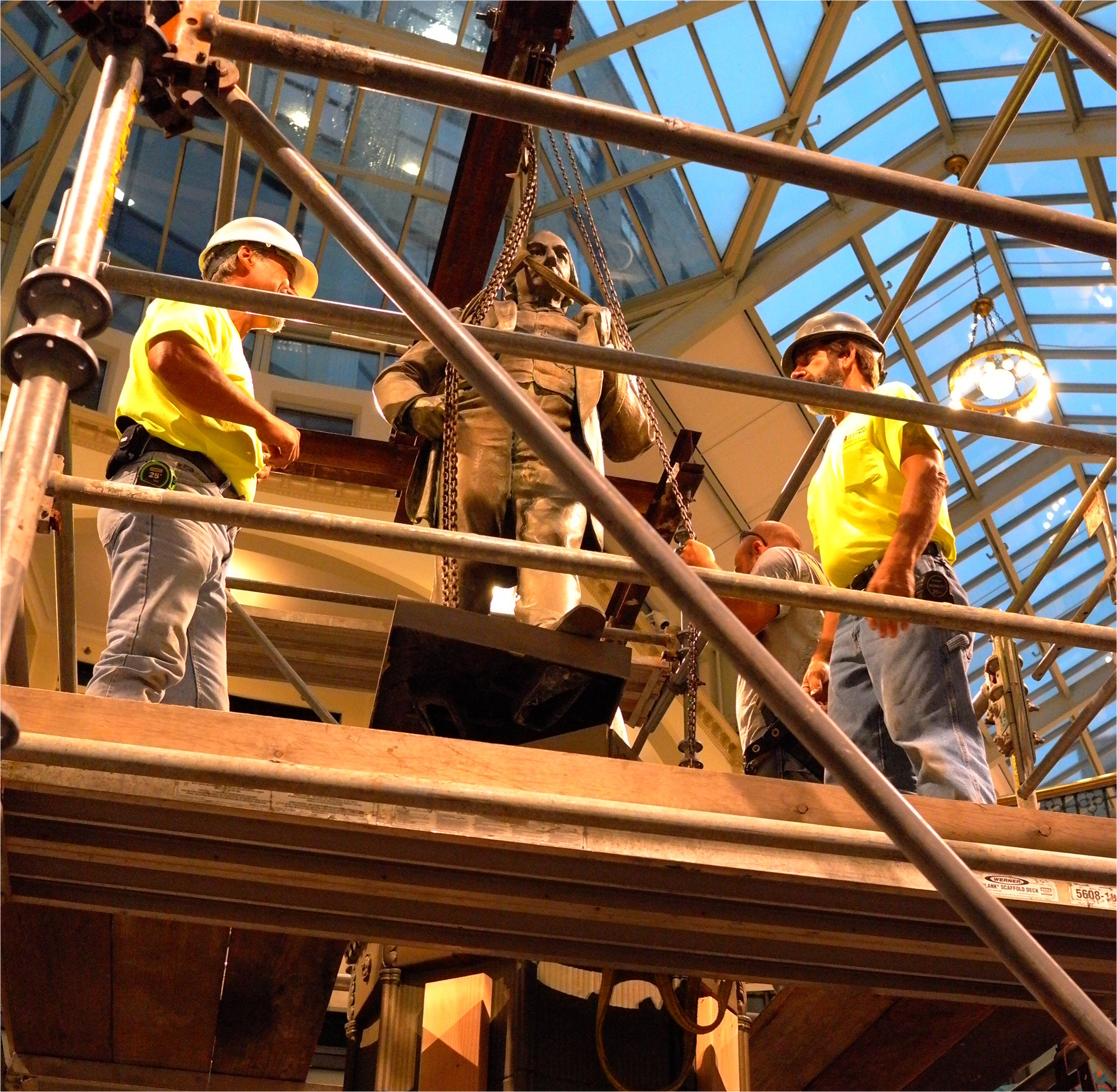
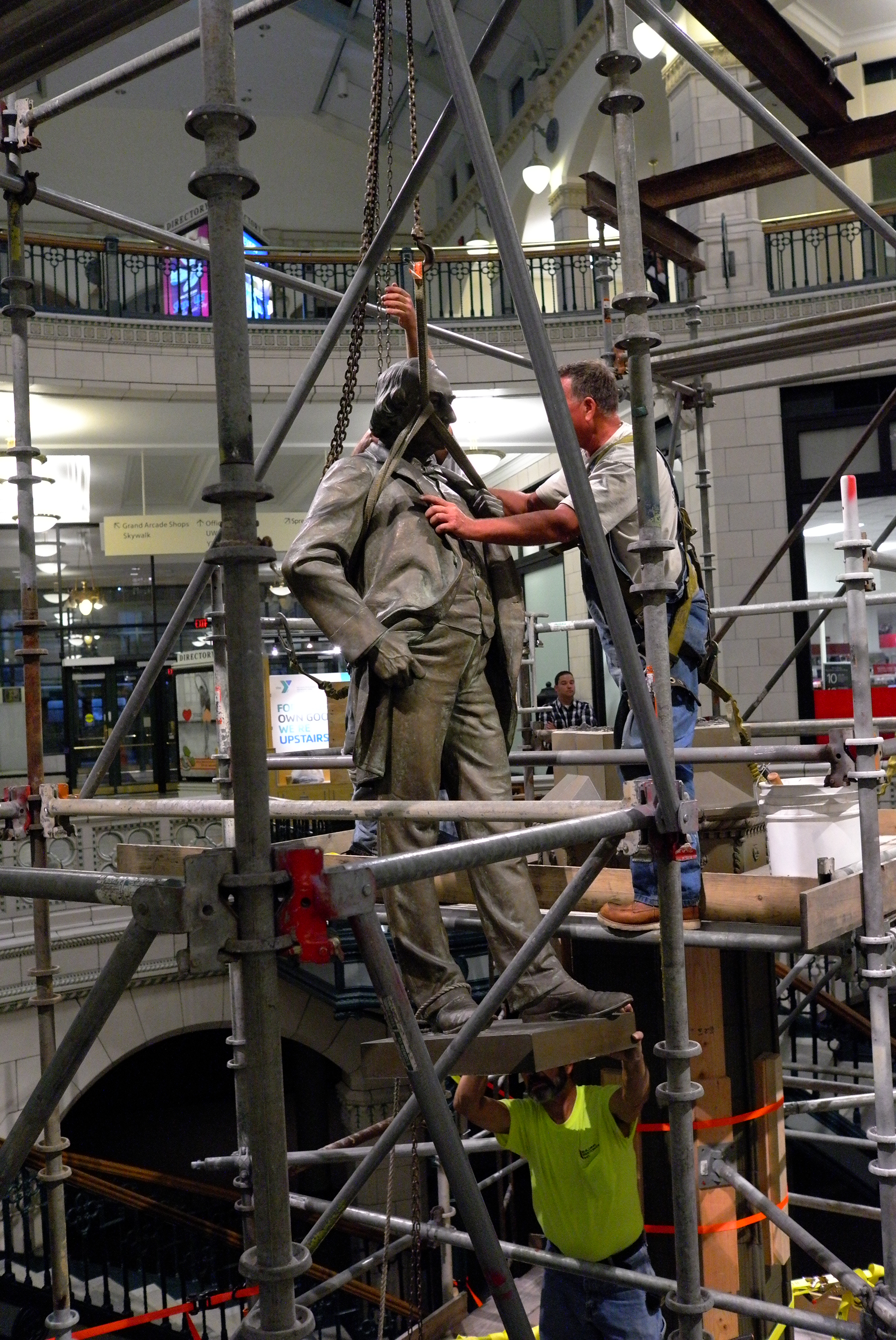
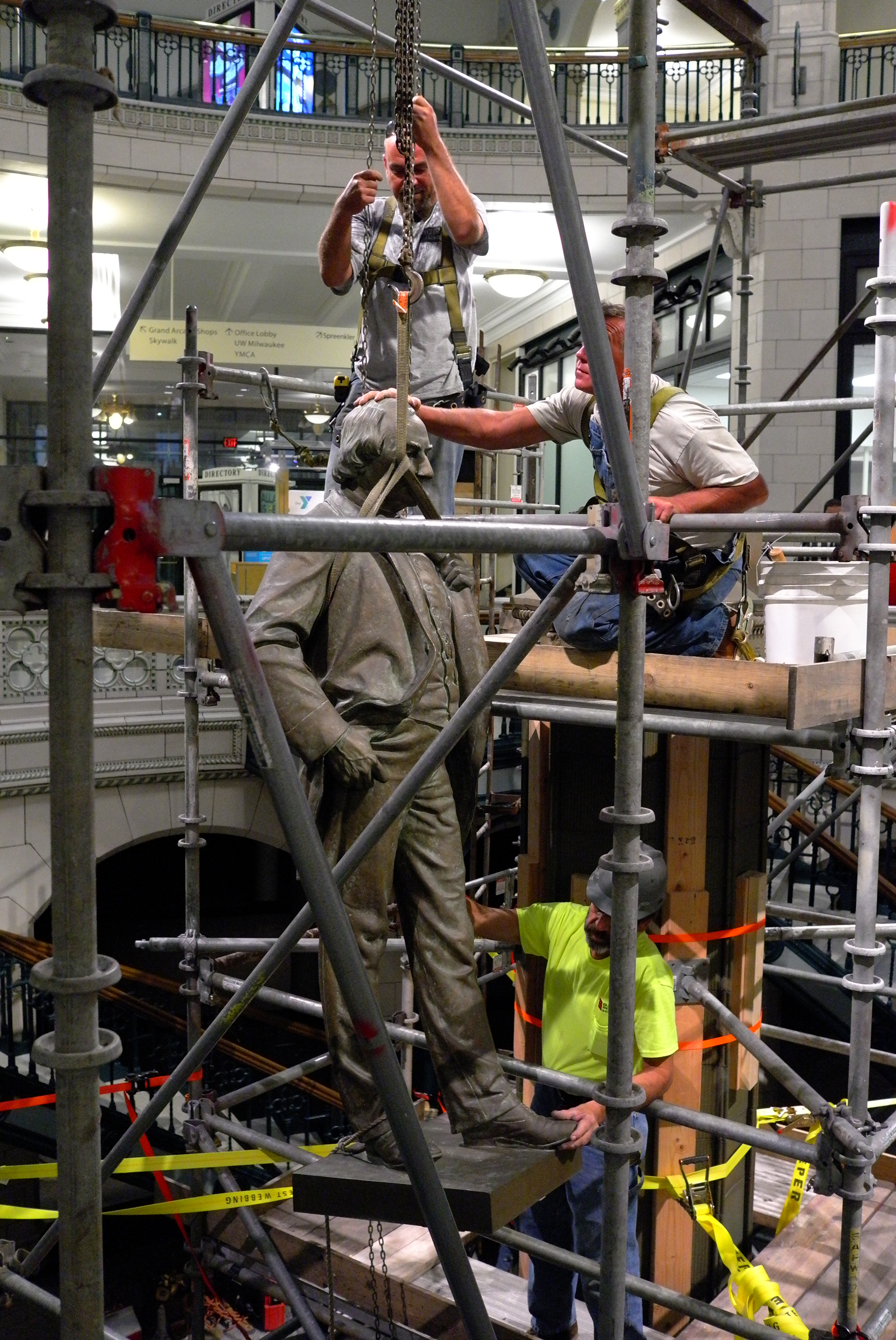